# Burmeistera aspera
Burmeistera aspera är en klockväxtart som beskrevs av Franz Elfried Wimmer. Burmeistera aspera ingår i släktet Burmeistera och familjen klockväxter. Inga underarter finns listade i Catalogue of Life.